# 八木山バイパス

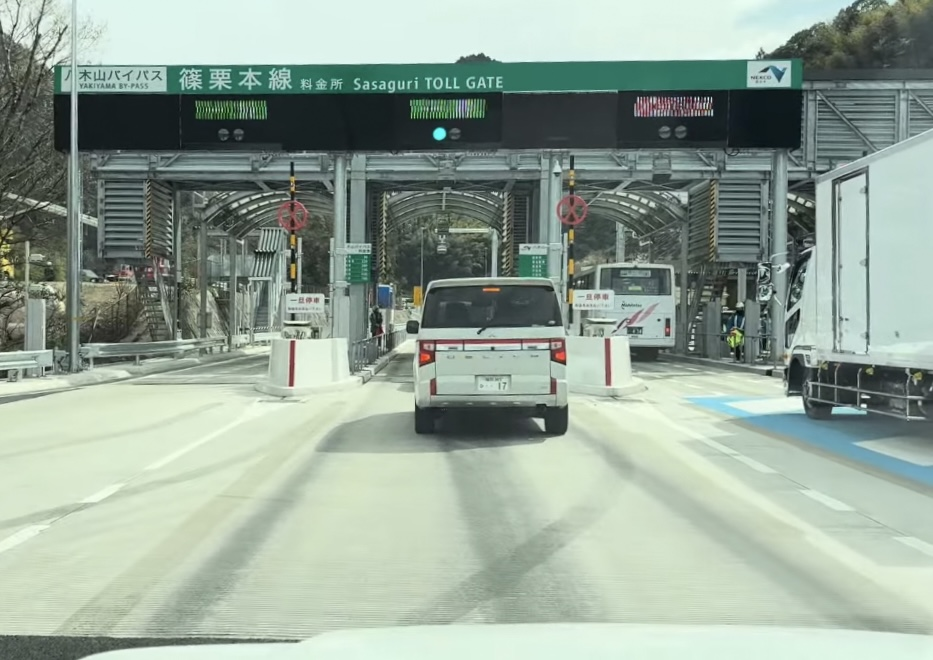
八木山バイパス・篠栗本線料金所（福岡県糟屋郡篠栗町）
2025年の再有料化後に設置された本線料金所

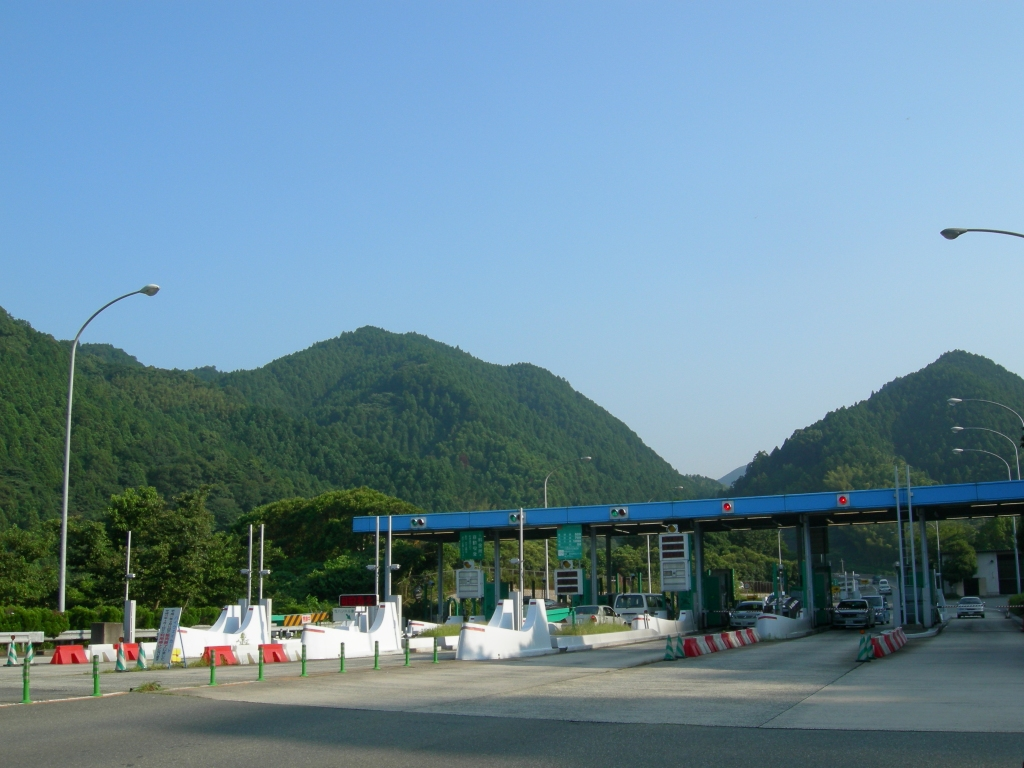
八木山バイパス・篠栗TB（福岡県糟屋郡篠栗町）
この料金所は2014年の無料化後に廃止され設備も撤去されており2025年の再有料化の際にはこれとは別の料金所が新たに設置される

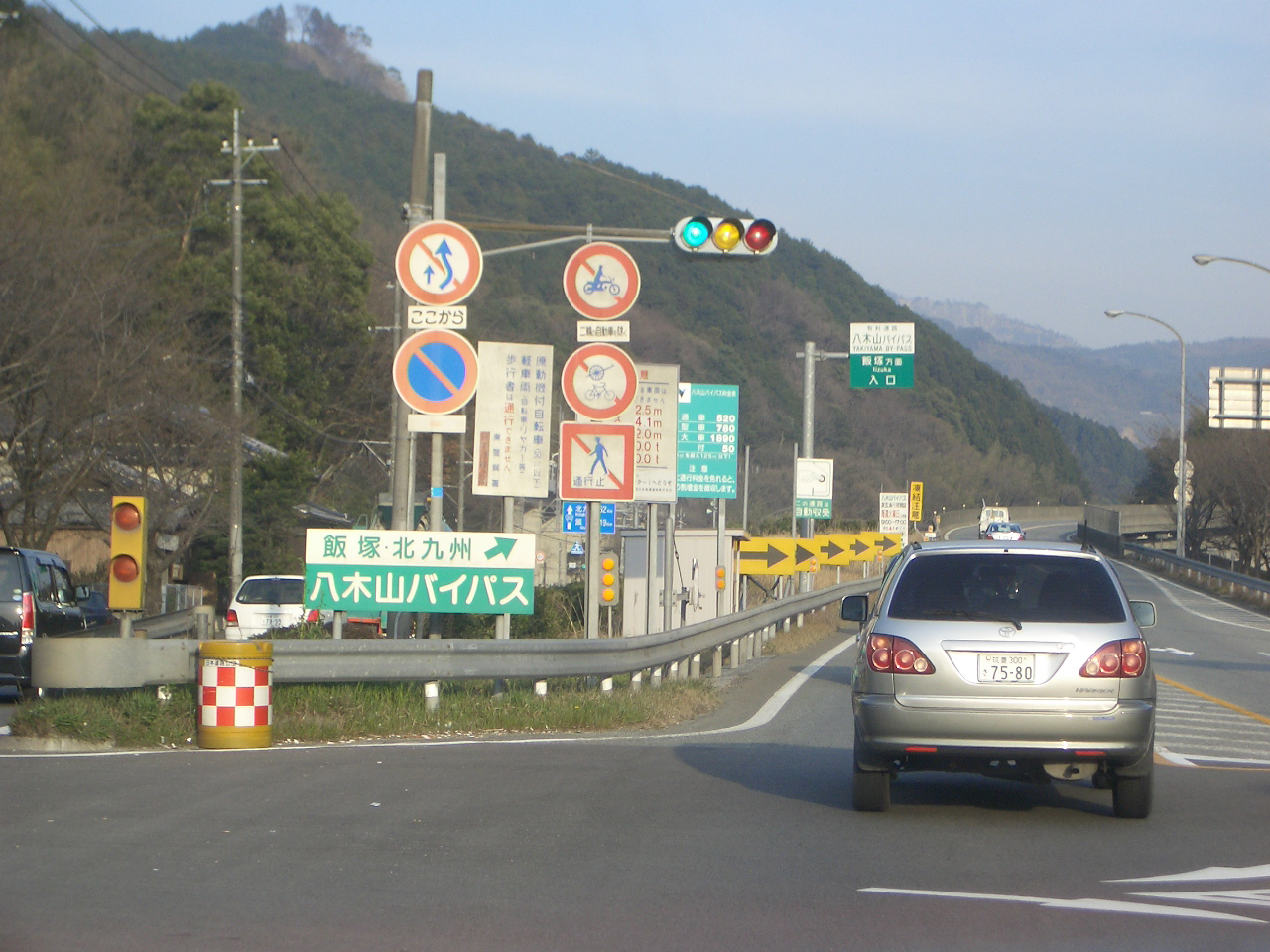
八木山バイパス篠栗側入り口。左側の道路は八木山峠へと繋がる。

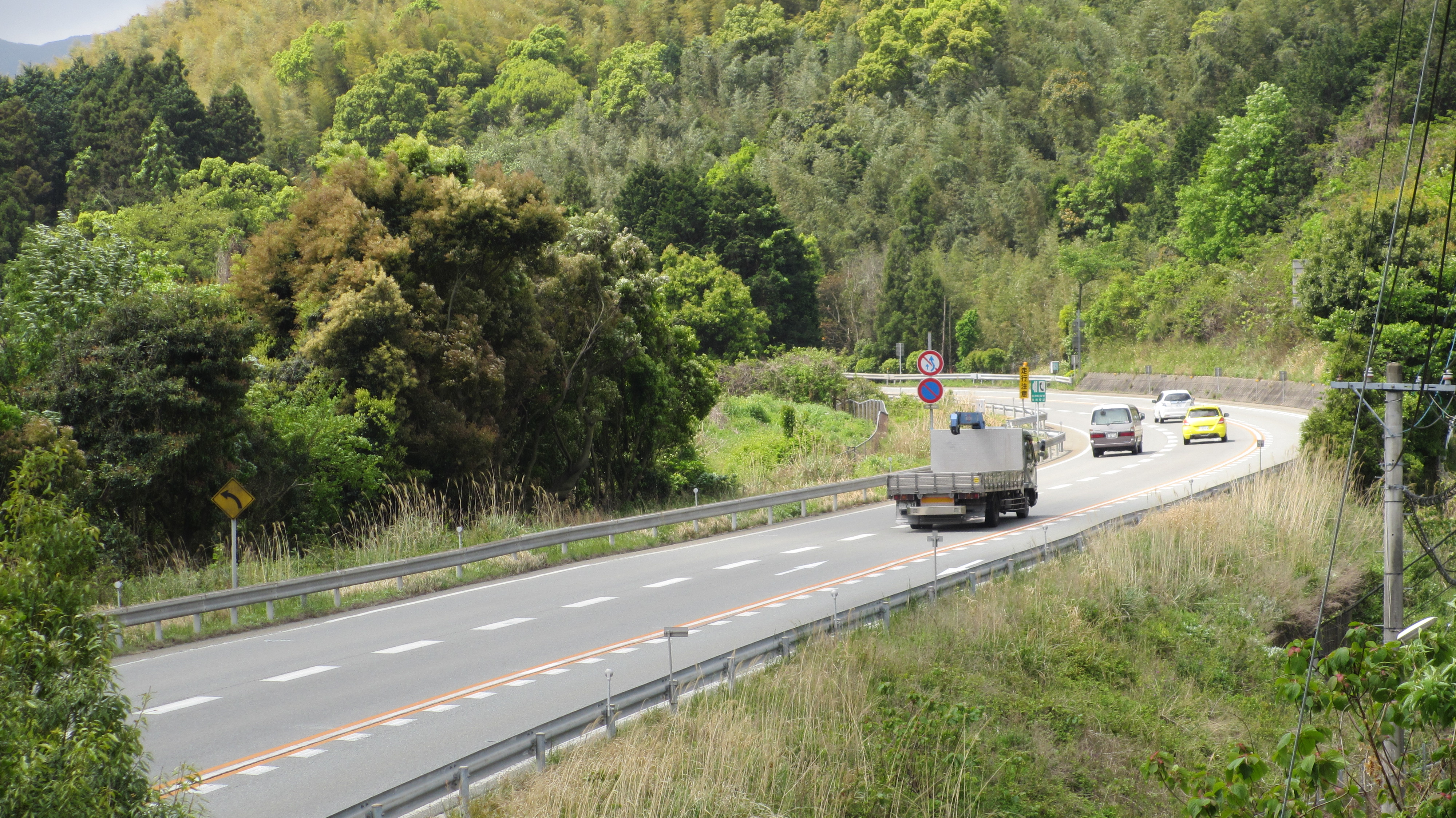
八木山バイパス（舎利蔵付近）

八木山バイパス（やきやまバイパス）は、福岡県糟屋郡篠栗町を起点とし、同県飯塚市に至る国道201号の一般有料道路。

## 概要
並行する国道201号の難所である八木山峠における交通問題を解消するために作られた。国道201号にほぼ並行するが八木山峠の東側に当たる飯塚市側では国道201号ではなく旧・筑穂町や穂波町を通る福岡県道60号飯塚大野城線に並行する経路を取る。終点の飯塚市弁分で飯塚庄内田川バイパスに直結している（国道201号#拡幅・バイパス区間も参照のこと）。
なお、50cc以下の原動機付自転車・軽車両・歩行者は通行禁止であるが、非自動車専用道路であるため、50cc超の二輪車の通行は可能。案内標識は、一部を除き、青色のものが使用されている。

### 路線データ
- 起点 : 福岡県糟屋郡篠栗町篠栗
- 終点 : 福岡県飯塚市弁分
- 全長 : 13.3 km
- 規格 : 第3種第2級
- 車線数 : 一部暫定2車線（完成4車線）
- 設計速度 : 60 km/h
- 償還完了日 : 2014年9月30日[2]
→2050年9月30日[3]

## 沿革
- 1985年（昭和60年）2月26日 : 暫定2車線で供用開始[要出典]。
- 2010年（平成22年）6月28日 : 高速道路の無料化社会実験により通行料金が無料となる。
- 2011年（平成23年）6月20日 : 高速道路の無料化社会実験の凍結により社会実験開始前の通行料金に戻る。
- 2014年（平成26年）10月1日 : 無料開放[4]。篠栗本線料金所が廃止[5]。
- 2024年（令和6年）10月16日 : 篠栗IC - 筑穂IC (5.7 km) で対面通行解消[6]。
- 2025年（令和7年）3月30日 : 篠栗IC - 筑穂IC (5.7 km) 4車線化、全線で有料道路化[7][8]。

### 開通予定年度
- 2029年度 : 筑穂IC - 穂波東IC 4車線化[8]

## 有料道路

### 無料化前まで
いずれも2014年9月30日（無料開放）前の料金。
- 原付（50cc超 - 125cc以下） : 50円
- 普通車・自二車（125cc超） : 530円
- 大型車 : 800円
- 特大車 : 1,940円

2009年6月1日よりETCカード・クレジットカードの利用が可能になり、あわせてETC割引制度も開始された。ただし、ETCレーンによるノンストップの無線通行はできず、自動収受機備え付けのカードリーダーで認識させ精算する方式を採用していた。ETCによる精算が出来るようになった後も回数券販売が継続されていた。

### 無料化後の渋滞発生と4車線化事業に伴う有料化
西日本高速道路（NEXCO西日本）九州支社が管轄する一般有料道路として供用されていたが、2014年（平成26年）10月1日に無料開放された。
有料道路であった時点の交通量は、約1.2万台/日程度であったが、無料化後は約2.3万台/日とほぼ倍増した。反面、交通量が飛躍的に倍増した結果、朝夕を中心に渋滞が頻発するようになり、それに伴う事故も無料化前の3倍に増えるなど、深刻な事態が発生するに至った。
渋滞が多発する現状に加え、車線を塞ぐ事故が発生すると出入りに対して制限の多い八木山バイパスで身動きが取れないことから、福岡県は4車線化工事やフルインター化への工事を求める要望書を国土交通省に提出した。通行無料を前提とした税金による整備手段では予算の確保が困難であることから、有料道路方式で再整備する公算が高くなっていた。
2019年（平成31年）3月29日、国土交通省道路局は八木山バイパスの有料道路事業の導入ならびに4車線化の整備を認可した。2020年（令和2年）4月から工事が始まり、篠栗IC - 筑穂IC間が2025年（令和7年）3月30日0時に開通した。筑穂IC - 穂波東IC間が2029年度（令和11年）中の開通を目指している。篠栗IC - 筑穂IC間の4車線化開通と同時に料金の徴収を開始した。料金の徴収期限は高速道路機構との協定では2050年（令和32年）9月30日とされている。
4車線化事業の総事業費は360億円、計画交通量は約18,100～19,300台/日、費用便益比 B/C =1.4 である。

### 2025年3月30日以降の通行料金
利用区間にかかわらず以下のとおりである。
- 軽自動車等 : 220円
- 普通車 : 280円
- 中型車 : 330円
- 大型車 : 450円
- 特大車 : 760円
- 軽車両等（50ccを超える原動機付自転車） : 30円

ETCが利用可能である。料金は篠栗本線料金所で徴収される。2014年の無料化前に比べ低廉な価格となっている。

## インターチェンジなど
| 施設名                                     | 接続路線名            | 福岡から (km) | 備考                 | 所在地        |
| ------------------------------------------ | --------------------- | ------------- | -------------------- | ------------- |
| 篠栗IC                                     | 国道201号 福岡方面    |               |                      | 糟屋郡 篠栗町 |
| 城戸IC                                     | 県道435号内住篠栗線   |               | 穂波方面の出入口のみ | 糟屋郡 篠栗町 |
| 篠栗TB                                     |                       |               |                      | 糟屋郡 篠栗町 |
| 筑穂IC                                     | 県道60号飯塚大野城線  |               | 篠栗方面の出入口のみ | 飯塚市        |
| 穂波西IC                                   |                       |               | 篠栗方面の出入口のみ | 飯塚市        |
| 穂波東IC                                   | 国道200号（バイパス） |               | バイパス入口交差点   | 飯塚市        |
| 国道201号（飯塚庄内田川バイパス） 行橋方面 |                       |               |                      |               |

## 通過市町村
- 福岡県
  - 糟屋郡篠栗町 - 飯塚市

## 周辺情報
- 八木山峠
- ショウケ越
- 篠栗四国八十八箇所